# Kuta (Bantarbolang)
Kuta is een bestuurslaag in het regentschap Pemalang van de provincie Midden-Java, Indonesië. Kuta telt 3659 inwoners (volkstelling 2010).